# Mackinlaya confusa
Mackinlaya confusa är en araliaväxtart som beskrevs av William Botting Hemsley. Mackinlaya confusa ingår i släktet Mackinlaya och familjen Araliaceae. Inga underarter finns listade.